# Dave Ritchie
David Alexander Ritchie (* 1. Oktober 1891 in Montreal, Québec; † 6. März 1973 ebenda) war ein kanadischer Eishockeyspieler und -schiedsrichter, der während seiner aktiven Karriere zwischen 1909 und 1926 unter anderem für die Montreal Wanderers, Ottawa Senators, Toronto Arenas, Quebec Bulldogs und Canadiens de Montréal in der National Hockey League auf der Position des Verteidigers spielte. Ritchie erzielte am 19. Dezember 1917 als Spieler der Montreal Wanderers das erste Tor in der Geschichte der NHL.

## Karriere
Der in Montreal geborene Ritchie spielte bis 1914 in den Amateurklassen der Provinz Québec und nahm 1913 mit Grand-Mère AAA am Allan Cup teil. Im Jahr 1914 schloss er sich schließlich den Quebec Bulldogs aus der National Hockey Association an. Der offensivstarke Verteidiger verblieb drei Jahre bei den Bulldogs und war in der Saison 1916/17 mit 27 Scorerpunkten der siebtbeste Punktesammler der Liga. Nach der Auflösung der NHA gelangte Ritchie durch einen Dispersal Draft zu den Montreal Wanderers, die in der Spielzeit 1917/18 zu den Gründungsmitgliedern der National Hockey League gehörten. In vier Einsätzen kam er bei diesen zu sieben Scorerpunkten. Darunter war am 19. Dezember 1917 auch das erste Tor in der Geschichte der NHL bei einem 10:9-Sieg über die Toronto Arenas. Kurz nach dem Saisonstart mussten die Wanderers den Spielbetrieb letztlich aber einstellen, da ihre Spielstätte bei einem Feuer auf die Grundmauern abgebrannt war.
Ritchie landete über einen erneuten Dispersal Draft, in dem die verbliebenen Wanderers-Spieler auf die restlichen Teams der Liga aufgeteilt wurden, bei den Ottawa Senators. Dort beendete er die Spielzeit und wechselte im Januar 1919 als Free Agent zu den Toronto Arenas, für die er allerdings nur viermal auflief. Zur Saison 1919/20 kehrte er dann zu den Quebec Bulldogs zurück, die mittlerweile auch der NHL angehörten. Als das Team zur Saison 1920/21 nach Hamilton umzog, erbat der Abwehrspieler einen Transfer zu den Canadiens de Montréal. Mit ihm wechselten Harry Mummery und Jack McDonald nach Montréal, während George Prodgers, Joe Matte und Jack Coughlin an die Hamilton Tigers abgegeben wurden. Zudem erhielten die Tigers auf Leihbasis Billy Coutu.
Für die Canadiens absolvierte Ritchie lediglich sechs Spiele in der sich an den Transfer anschließende Saison, ehe er seine Karriere beendete. Zwischen 1921 und 1924 war er als Schiedsrichter aktiv, bevor er jeweils aufgrund von Verletzungsproblemen in den Spielzeiten 1924/25 und 1925/26 für ein paar Spiele in den Kader der Canadiens zurückkehrte.